# Forestiera shrevei
Forestiera shrevei är en syrenväxtart som beskrevs av Paul Carpenter Standley. Forestiera shrevei ingår i släktet Forestiera och familjen syrenväxter. Inga underarter finns listade i Catalogue of Life.